# アラゴン連合王国

アラゴン連合王国
Corona d'Aragón (アラゴン語)
Corona d'Aragó (カタロニア語)
Corona Aragonum (ラテン語)
Corona de Aragón (スペイン語)

アラゴン連合王国の最大領域（1443年）

アラゴン連合王国（カタルーニャ語: Corona d'Aragó、アラゴン語: Corona d'Aragón、スペイン語: Corona de Aragón、イタリア語: Corona d'Aragona、ラテン語: Corona Aragoniae）は、アラゴン王国（アラゴン語: Reino d'Aragón）およびカタルーニャ君主国（カタルーニャ語: Principat de Catalunya）を中心とする複数の君主国の同君連合として構成された中世南ヨーロッパの国家である。イベリア半島東部に興り、西地中海の島々や南イタリアを領有するなど、地中海国家としても発展した。日本語訳は一定せず、アラゴン＝カタルーニャ連合王国、アラゴン地中海帝国などとも呼ばれるが、単にアラゴン王国と呼んでこの連合王国を指す場合も多い。

## 歴史

### 起源
1137年にアラゴン王国のラミロ2世王の一人娘ペトロニラ女王とカタルーニャの君主であるバルセロナ伯ラモン・バランゲー4世の結婚によって、王朝連合が成立した。これはアラゴンによるカタルーニャの併合でもその逆でもなく、両者がそれぞれの政治制度を維持したまま対等な連合関係を結んだものである。ラモン・バランゲー4世はカタルーニャとともにアラゴンの統治も行い、ペトロニラとの間の息子アルフォンソ2世はアラゴン王とバルセロナ伯を兼ねた。

### カスティーリャとの連合
カスティーリャの女王イサベル1世の夫で共同君主であったフェルナンド5世がアラゴン王フェルナンド2世として即位した1479年に、スペイン王国へと統合されたと見なすことができる。これもまた各国が政治制度を維持したままの連合であったが、実態としてはカスティーリャを中心とするものであり、スペイン継承戦争を経てスペイン・ブルボン朝の支配が確立した18世紀初めには、新国家基本法により旧来の政治機構は解体されて中央集権化が図られた。

## 主な領域

### イベリア半島および周辺
- アラゴン王国（1137年 - 1710年）
- カタルーニャ君主国（バルセロナ伯領など）(1137年 - 1714年)
- マヨルカ王国（1231年 - 1276年、1349年 - 1715年）
- バレンシア王国（1238年 - 1707年）
- ナバラ王国（1458年 - 1479年、1512年 - 1516年）

### イタリア南部および島嶼部
- シチリア王国（1282年 - 1285年、1291年 - 1296年、1409年 - ）
- ナポリ王国（1442年 - 1458年、1504年 - ）
- サルデーニャ、コルシカ（14世紀 - ）

### フランス南部
- プロヴァンス伯領（1167年 - 1171年）
- モンペリエ（1219年 - 1276年）

### ギリシャ
- アテネ公国（1381年 - 1388年）
- ネオパトラス公国（英語版）（1319年 - 1390年）[3]